# Jennifer Yu
Jennifer Yu (于润荷S, pinyin: Yú Rùnhé; Ithaca, 1º febbraio 2002) è una scacchista statunitense, grande maestro femminile.
Ha ottenuto il titolo di WGM nel 2018. È stata campionessa statunitense nel 2019 e 2022.

## Carriera
Impara a giocare a scacchi all'età di sette anni come attività extracurriculare nella propria scuola. Nel 2014 partecipa ai Mondiali giovanili di Durban nella categoria under 12 femminile, che vince, prima ragazza americana della storia, con 10 punti su 11.
Nel 2018 partecipa alle Olimpiadi di Batumi in Georgia, dove totalizzando 8 punti su 11 vince la medaglia di bronzo individuale per le quinte scacchiere.
Nel 2019 in marzo vince il campionato statunitense femminile a Saint Louis con un turno di anticipo e nessuna sconfitta, totalizzando 10 punti su 11.
Nel 2022 vince in luglio il campionato statunitense juniores femminile., in ottobre il suo secondo campionato statunitense femminile, superando Irina Krush 2-1 negli spareggi rapidi.